# La Neuvelle-lès-Lure
La Neuvelle-lès-Lure é uma comuna francesa na região administrativa de Borgonha-Franco-Condado, no departamento de Alto Sona. Estende-se por uma área de 4,88 km². Em 2010 a comuna tinha 347 habitantes (densidade: 71,1 hab./km²).